# 紫藤属
紫藤属（学名：Wisteria），豆科蝶形花亚科下的一属。紫藤屬下有數十種，皆屬攀緣植物，原產於東亞與北美洲。本屬許多種類是受歡迎的園藝植物，部分物種引進北美洲後成為當地的入侵物種。全株都可能有毒性，尤以種子毒性最高。東西方的許多藝術作品中均有出現紫藤的元素。

## 命名
發表、命名紫藤屬的植物學家托马斯·纳托尔表示屬名Wisteria是紀念著名醫師卡斯帕·威斯塔對科學的貢獻而取，當有人對Wistar與Wister字尾拼寫不同提出疑問時，纳托尔回答是為了讓聲調聽起來更和諧，不過其傳記的作者懷疑這個學名有可能與托馬斯的好友Charles Jones Wister, Sr有關。因為此拼寫錯誤顯然是纳托尔有意為之，根據国际藻类、真菌、植物命名法规，此名也沒有改為Wistaria的必要，不過仍有人將其拼寫成Wistaria，例如當代英文用法詞典便採取此用法。
有一種水生植物異葉水蓑衣俗稱為水紫藤（water wisteria），但它屬於爵床科植物，與紫藤屬並無關係。

## 外觀與生理

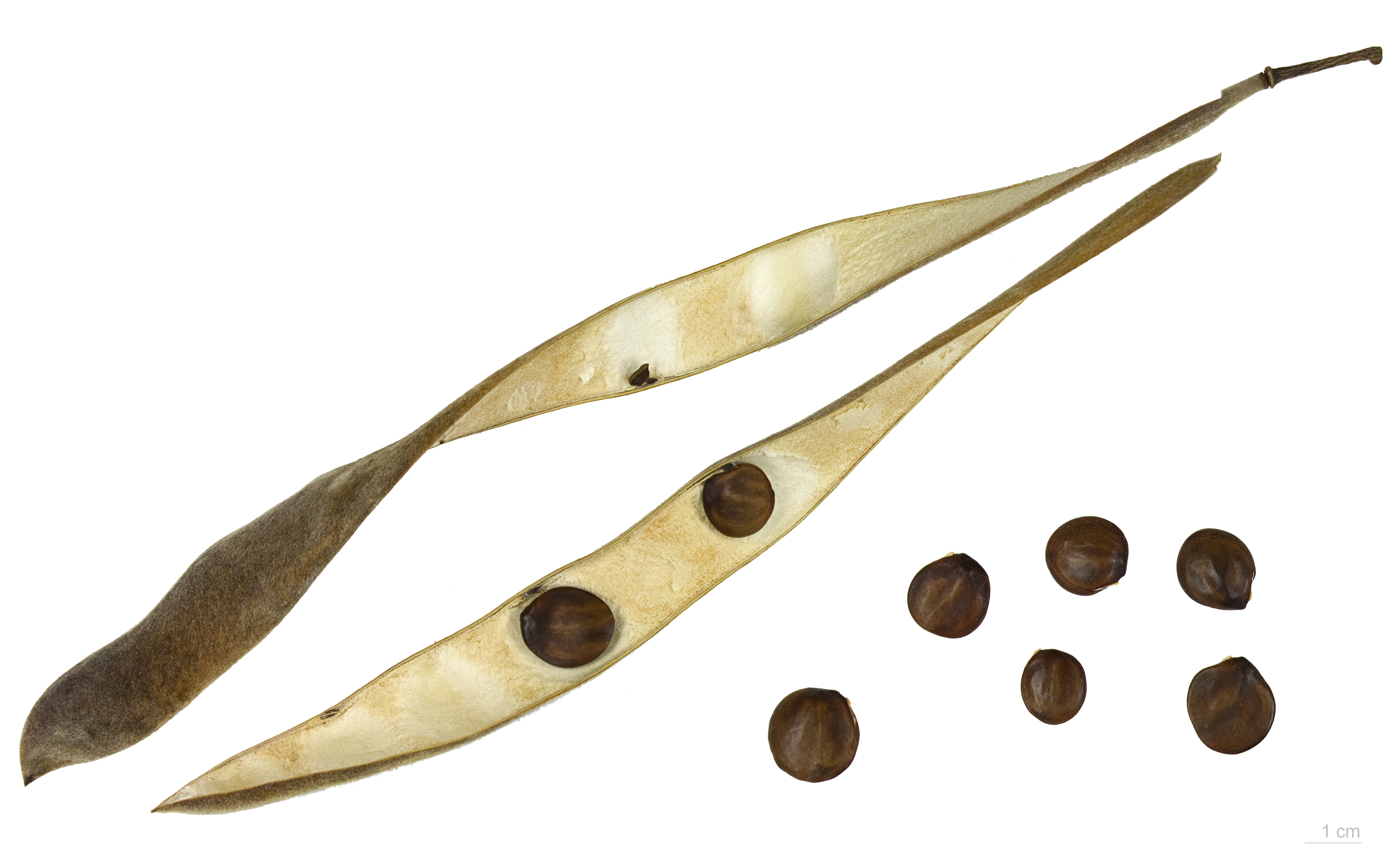
日本紫藤的豆莢與種子。所有紫藤屬植物的種子都含有高濃度且毒性甚高的紫藤素

紫藤屬植物的生長方式是將其莖順時針或逆時針地環繞任何可提供支持的結構，本屬最常見的兩物種中，日本紫藤的纏繞方式由上往下看是順時針，中國紫藤則是逆時針，這種差別有助於分辨這兩種物種。紫藤屬植物可攀爬高達20公尺，並向側面延展10公尺。世界上最大株的紫藤屬植物是一株1894年栽種、位於美國加州馬德雷的中國紫藤，全株延伸的面積超過一英畝。紫藤屬植物的葉呈互生，長15-35公分，羽狀複葉上有9-19片小葉。其花長於長10-80公分、下垂的總狀花序上，形似毒豆屬植物的花，但毒豆屬的花是黃色，紫藤屬的花則是紫色、粉紅色或白色。
另外，紫藤屬全株都含有一種稱為紫藤素（Wisterin）的皂素，尤以豆莢中的種子含量最多，如果食用可能造成頭暈、噁心、困惑、言語障礙、嘔吐、胃痛、腹瀉甚至昏厥。紫藤屬植物的種子已造成多起小孩或寵物食用後中毒的案例，但種子之外的部位紫藤素濃度是否足以造成中毒仍有爭議。除了紫藤素外，紫藤屬植物的種子還含有刀豆胺酸，對人也有毒性。除了避免草食動物食用外，刀豆胺酸萌發時也能為成長中的胚胎提供氮源，這兩種毒素造成紫藤屬種子的毒性甚高，食用一至兩顆種子即可能導致中毒。
紫藤屬植物生長速度很快，且可以在營養較少的土壤中生長。紫藤屬與許多豆科植物一樣可以與根瘤菌共生固氮，加入過多氮肥可能會抑制其開花

## 分布
紫藤與多花紫藤原產於中國大陸，1816年與1830年分別作為園藝植物從中國與日本引入美國，因生長迅速而在美國許多地方（特別是西南部）成了入侵物種。
美洲紫藤則原產於美國東部，分佈範圍南至德克薩斯州、佛羅里達州，北至伊利諾州，東至維吉尼亞州，其侵略性比來自亞洲的紫藤弱。

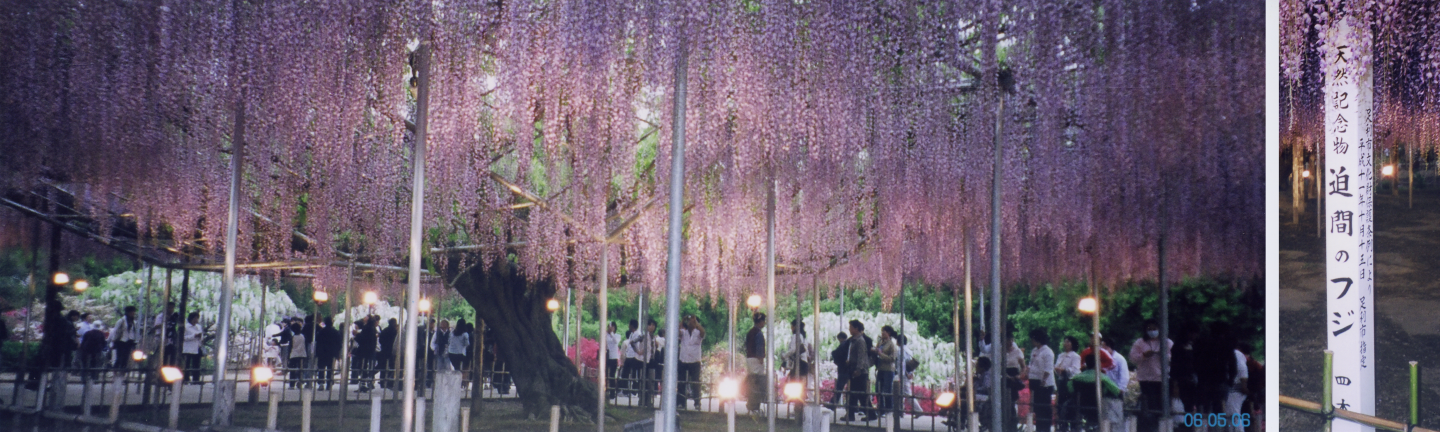
日本最大株的紫藤屬植物，位於足利市的足利花卉公園，於1870年栽種，截至2008年佔地已近半英畝

蘇州博物館太平天國忠王府東南角臥虬堂南外側有一株紫藤，據傳爲明代書畫家文徵明親手種植，被尊稱爲「文藤」。旁有端方題刻「文衡山先生手植藤」石碑。

## 演化與分類
根據葉綠體DNA分析，紫藤屬、昆明雞血藤屬與泰豆屬三者的親緣關係相當接近，與同屬崖豆藤族的其他物種有明顯差異。這三個屬的物種基因組都是由8條染色體組成。

### 種
- 山紫藤 Wisteria brachybotrys
- 短梗紫藤 Wisteria brevidentata
- 多花紫藤 Wisteria floribunda
- 美洲紫藤（英语：Wisteria frutescens） Wisteria frutescens
  - 肯塔基紫藤（英语：Wisteria macrostachya） Wisteria macrostachya，現在被認為是美洲紫藤的一個變種[23]。
- 紫藤 Wisteria sinensis
  - 白花紫藤：紫藤的一個變種
- 白花藤蘿 Wisteria venusta
- 藤萝 Wisteria villosa

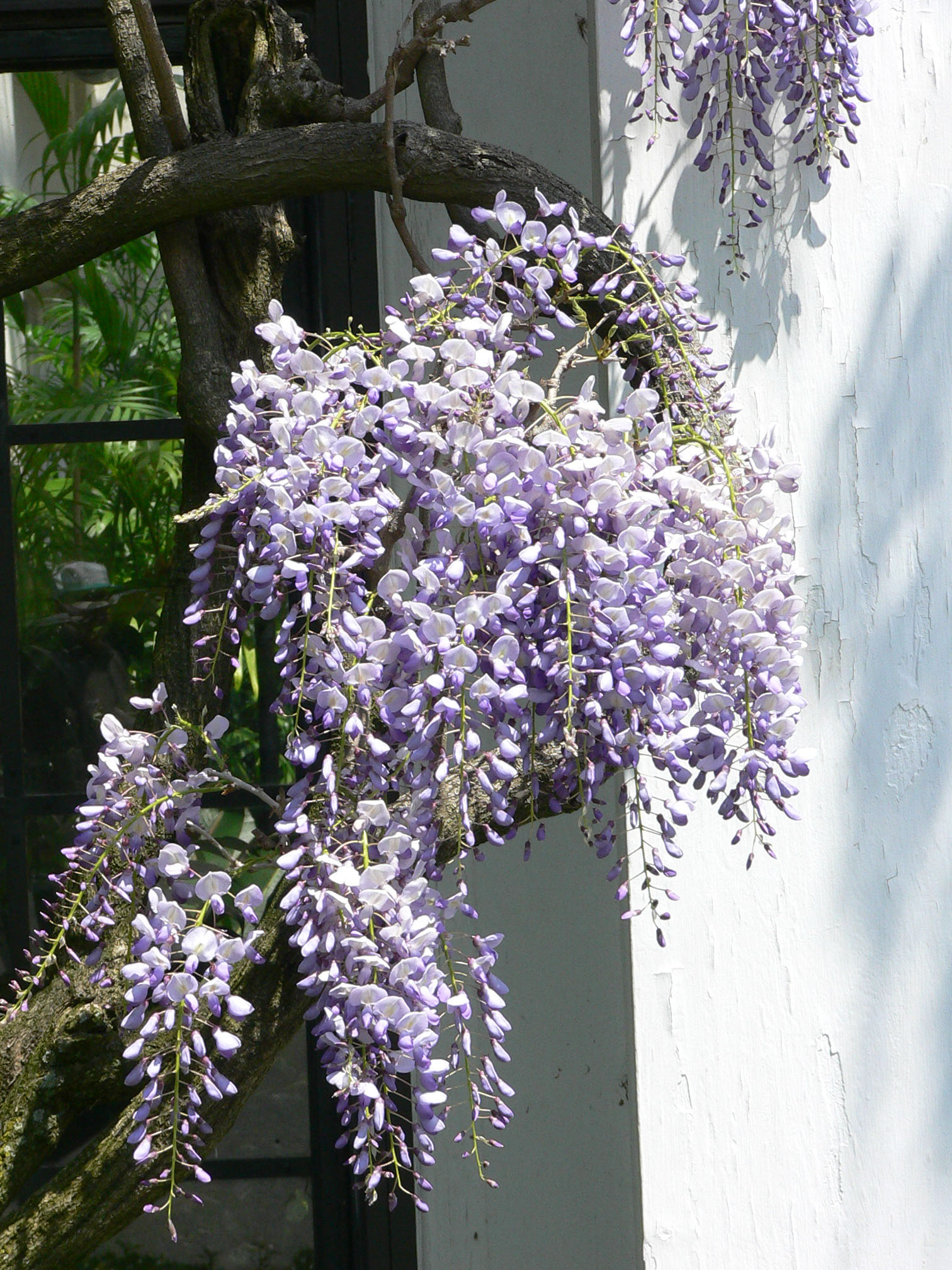
多花紫藤
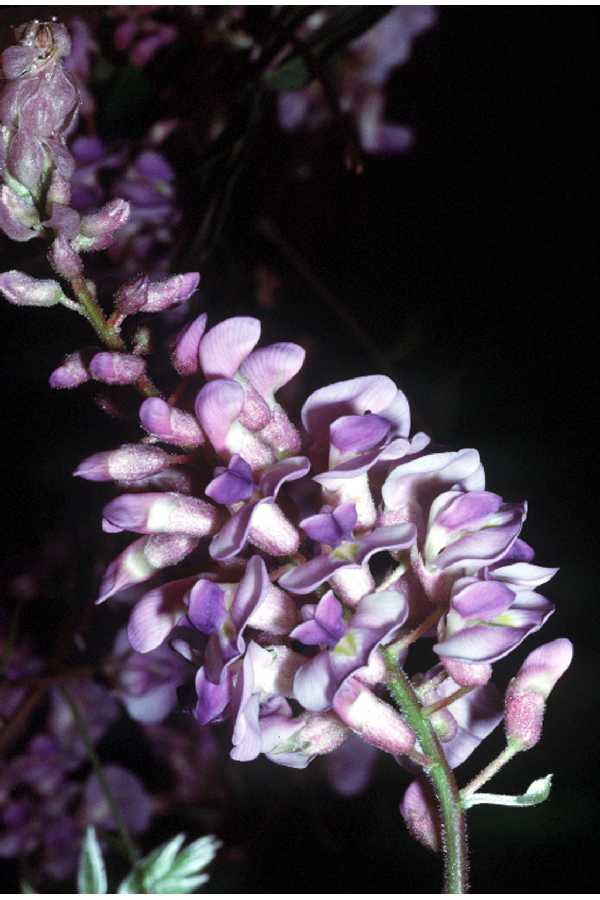
美洲紫藤
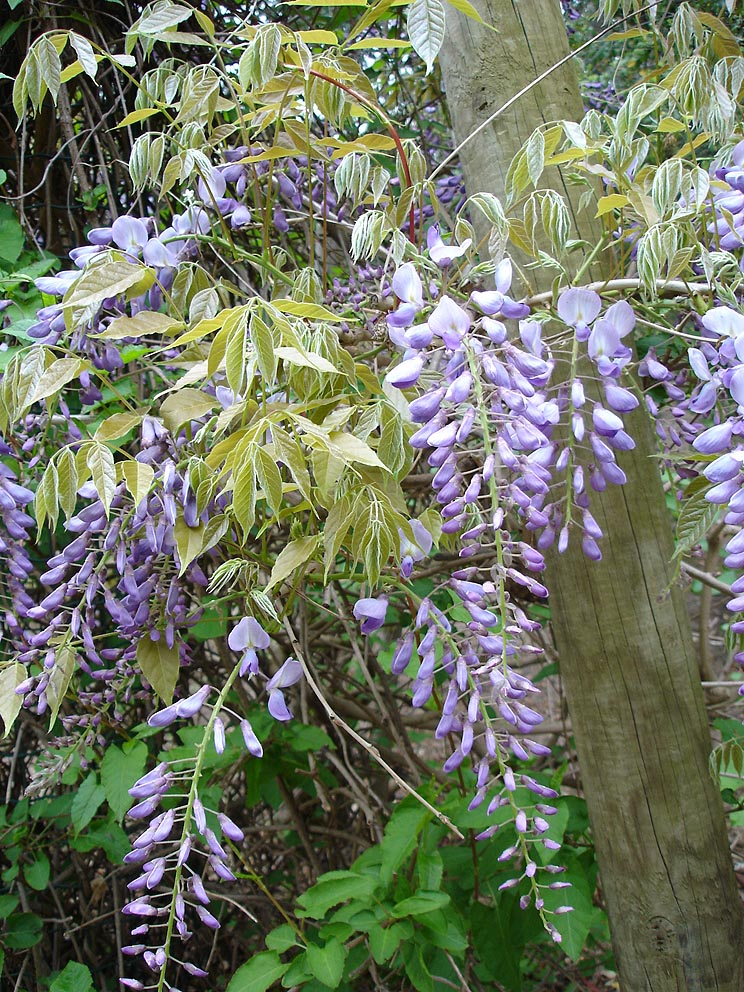
紫藤
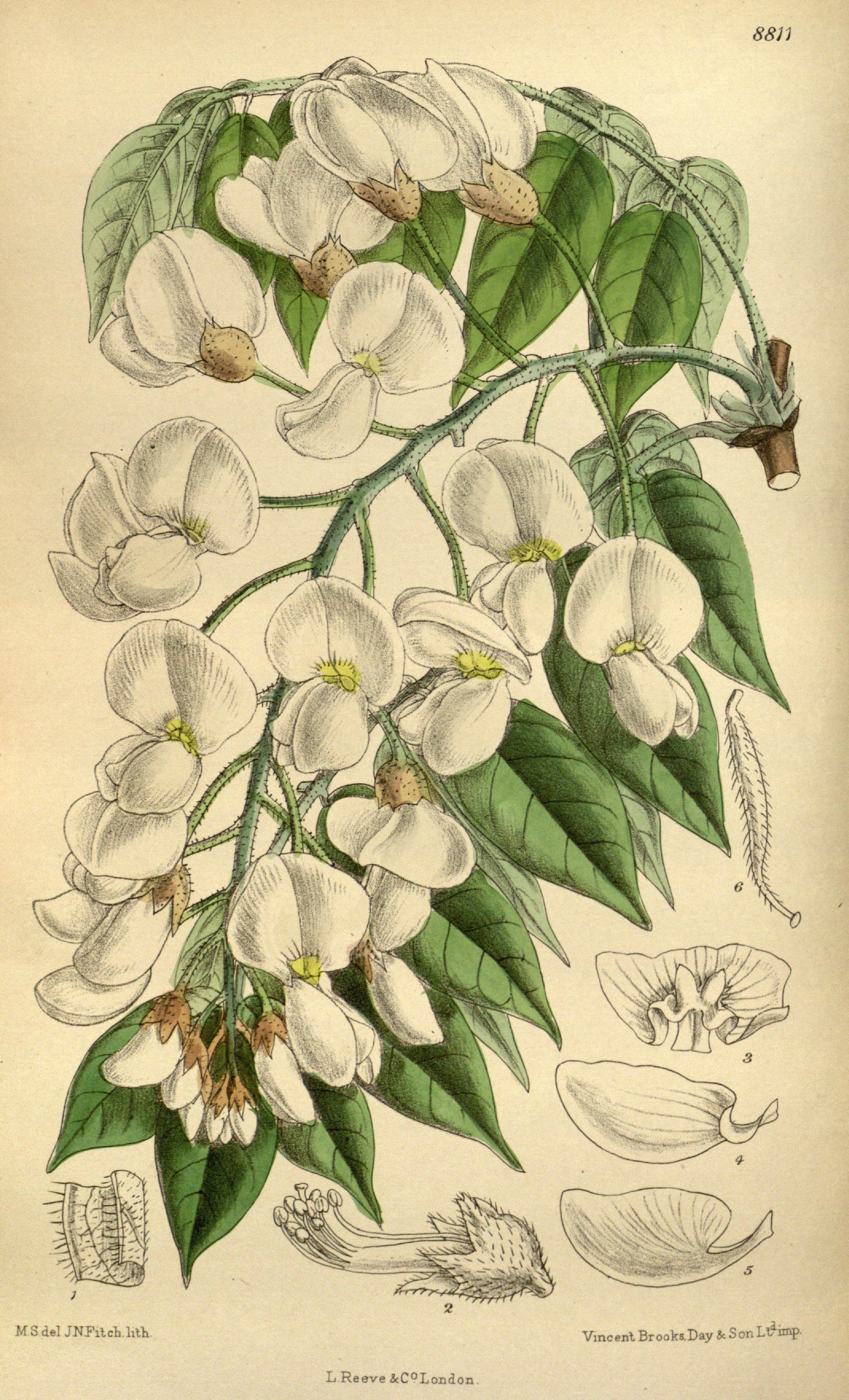
白花藤蘿
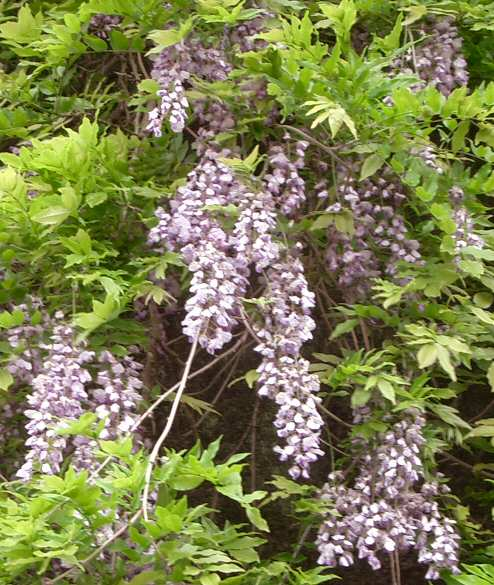
山紫藤

## 藝術

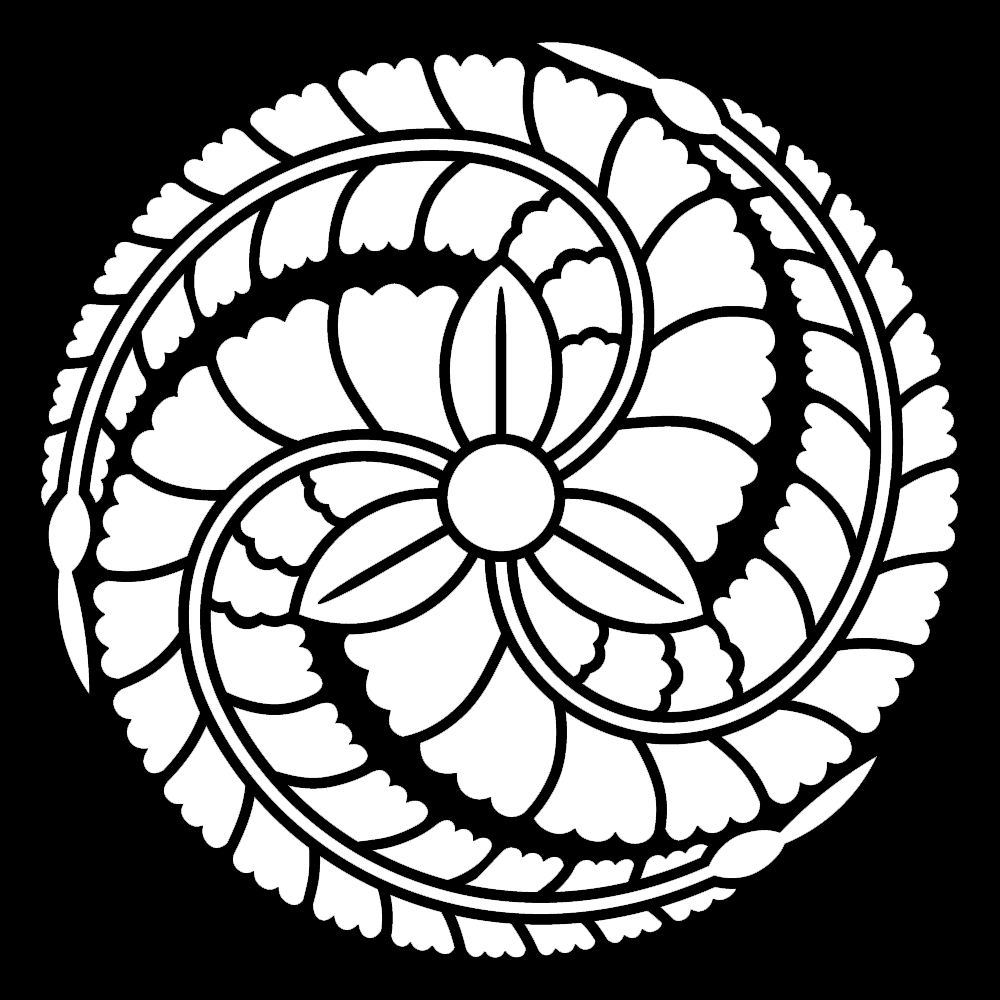
黑田官兵卫的家紋「黑田藤巴」

東西方藝術中都可見紫藤的元素。日本許多公家與武家的家紋中有紫藤的圖案，另外著名歌舞伎劇目《藤娘》中的主角即為具有女人形象的紫藤精靈；西方藝術中，紫藤的圖案有時出現在建築的瓷磚或玻璃彩繪裡。